# Freeman Fisher Gosden
Freeman Fisher Gosden (ur. 5 maja 1899, zm. 10 grudnia 1982) – amerykański aktor radiowy i komik.

## Wyróżnienia
Posiada swoją gwiazdę na Hollywoodzkiej Alei Gwiazd.